# San Carlos (Antioquia)
San Carlos ist eine Gemeinde (municipio) im Departamento Antioquia in Kolumbien.

## Geographie
San Carlos liegt im Süden von Antioquia auf einer Höhe von ungefähr 1000 m ü. NN in den Ausläufern der Zentralkordillere und hat eine Jahresdurchschnittstemperatur von 23 bis 25 °C. Die Gemeindefläche beträgt 702 km². Die Gemeinde grenzt im Norden an San Rafael, San Roque und Caracolí, im Osten an Puerto Nare, im Süden an Puerto Nare und San Luis und im Westen an Granada und Guatapé.
San Carlos ist drei Stunden von Medellín, der Hauptstadt des Departamentos, entfernt. Die beiden sind durch eine Straße miteinander verbunden. Es hat drei Corregimientos, El Jordán, Puerto Garzas und Samaná del Norte.

## Bevölkerung
Die Gemeinde San Carlos hat 16.304 Einwohner, von denen 7897 im städtischen Teil (cabecera municipal) der Gemeinde leben (Stand: 2022).

## Geschichte
Der Standort der Stadt wurde von Kapitän Francisco Núñez Pedroso entdeckt. Die Stadt wurde am 14. August 1786 gegründet.

## Wirtschaft
Die Talsperre Punchiná befindet sich in der Gemeinde.